# XInclude
XML Inclusions (XInclude) — рекомендация Консорциума Всемирной паутины, которая описывает механизм включений в XML-документы текстовых файлов или других XML-документов (а также их частей). 

## Общие сведения
Версия 1.0 спецификации XInclude описывает пространство имён http://www.w3.org/2001/XInclude и два XML-элемента внутри этого пространства имён: include и fallback. 
Элемент include определяет включение: 
```
  
<include
 
xmlns=
"http://www.w3.org/2001/XInclude"
 
href=
"included_document.xml"
/>

```

Можно также включить текстовый файл:
```
  
<include
 
xmlns=
"http://www.w3.org/2001/XInclude"
 
href=
"my_text.txt"
 
parse=
"text"
/>

```

Элемент fallback позволяет задать альтернативное содержимое для случаев, когда ресурс, указанный в include, недоступен. 
Возможно использование элементов include внутри fallback, например: 
```
  
<div
 
xmlns:xi=
"http://www.w3.org/2001/XInclude"
>

    
<xi:include
 
href=
"contents.xml"
>

      
<xi:fallback>

        
<xi:include
 
href=
"alternative_contents.xml"
>

          
<xi:fallback><strong>
ошибка:
 
</strong>
оба
 
ресурса
 
недоступны
</xi:fallback>

        
</xi:include>

      
</xi:fallback>

    
</xi:include>

  
</div>

```

Семантика XInclude отличается от XLink тем, что XInclude описывает включение (слияние) документов, подобно #include препроцессора языка Си, в то время как XLink определяет ссылку из одного документа на другой. 
Механизм XInclude обрабатывается на низком уровне (обычно отдельным XInclude-процессором), но не на уровне синтаксического анализатора XML.

## Пример использования XInclude
Исходный документ: 
```
  
<?xml version='1.0' encoding="UTF-8"?>

  
<document
 
xmlns:xi=
"http://www.w3.org/2001/XInclude"
>

    
<p>
Текст
 
моего
 
документа
</p>

    
<xi:include
 
href=
"copyright.xml"
/>

  
</document>

```

Если copyright.xml содержит следующие строки: 
```
  
<?xml version='1.0' encoding="UTF-8"?>

  
<copyright>
Все
 
права
 
защищены
 
©
 
2001-2010
</copyright>

```

то после обработки исходного документа процессором XInclude результатом является следующий документ: 
```
  
<?xml version='1.0' encoding="UTF-8"?>

  
<document
 
xmlns:xi=
"http://www.w3.org/2001/XInclude"
>

    
<p>
Текст
 
моего
 
документа
</p>

    
<copyright>
Все
 
права
 
защищены
 
©
 
2001-2010
</copyright>

  
</document>

```